# Xonei
Xonei é uma canção da dupla sertaneja brasileira Léo e Matheus, lançada de forma independente em 31 de maio de 2024, do álbum Ao Vivo em Rio Preto.

### Lista de faixas
| N.º | Título  | Duração |  |
| 1.  | "Xonei" | 2:33    |  |

## Versão de Jorge & Mateus e Henrique & Juliano
A versão de "Xonei", gravada pela dupla sertaneja brasileira Jorge & Mateus em parceria com Henrique & Juliano, foi lançada em 15 de agosto de 2024 pela Som Livre, como terceiro single do décimo segundo álbum ao vivo Check-In. Também é o terceiro single produzido por Dudu Borges.

### Antecedentes
As duplas estão entre os principais destaques da música sertaneja, donos de hits que são destaque nas paradas musicais. Jorge & Mateus estiveram no ranking com a faixa “Haverá Sinais”, com Lauana Prado. Já Henrique & Juliano contam com sete músicas, entre sucessos nostálgicos e faixas de projetos atuais, como "Quase Algo" e "De Trás Pra Frente". O single foi promovido como o "Encontro do Ano", pelo fato de ser um movimento aguardado por fãs do sertanejo.

#### "Treta" com Léo e Matheus
Como mencionado, Léo e Matheus foi a primeira dupla a gravar "Xonei". A dupla usou as redes sociais para dizer que foram surpreendidos com esse lançamento colaborativo, uma vez que eles também gravaram a mesma música e estrearam há pouco tempo e que serão atropelados.

Porém, um dos compositores da canção, Marcus Medina, questionou Leo e Matheus. 
“Amigos, vocês tinham um ano de exclusividade! E levaram ela agora para a rádio sabendo que teria esse lançamento”, rebateu.
“Ele está dizendo que eles esperaram para fazer toda essa polêmica e falar que foram surpreendidos”, analisou Keila Jimenez. “Agora, tem que ver quem está falando a verdade”, finalizou.

### Lançamento e recepção
Para anunciar o lançamento de forma grandiosa, o single contou com divulgação no intervalo comercial do Fantástico no dia 11 de agosto. A partir do dia 12 de agosto, “Xonei” ganhou uma ação especial de divulgação nas ruas de diversas cidades do Brasil. O lançamento oficial do single nas plataformas digitais foi em 15 de agosto.

A reunião das duas duplas causou alvoroço nas redes sociais, mas tudo indica que o encontro foi frustrado. No X, antigo Twitter, internautas afirmaram que esperavam mais de "Xonei", single lançado pelas duas duplas.
“Esperava bem mais desse feat do Jorge e Mateus com Henrique e Juliano, tanto tempo esperando pra escolherem essa música”, disse uma internauta.
Alguns fãs, no entanto, exaltaram a canção e pediram por mais composições do quarteto.
Fora isso, o single recebeu certificação de platina pela Pro-Música Brasil.

### Lista de faixas
| N.º | Título  | Duração |  |
| 1.  | "Xonei" | 2:34    |  |

### Desempenho nas paradas musicais
| Tabela musical                       | Melhor posição |
| ------------------------------------ | -------------- |
| Billboard (Hot 100)                  | 1              |
| Spotify (Top Brazil)                 | 2              |
| Pro-Música Brasil (Top 50 Streaming) | 2              |
| Apple Music (Top Brazilian Songs)    | 10             |
| Crowley (Top 100 Brasil)             | 23             |

### Certificações
| País (Provedor)            | Certificação | Unidades/vendas certificadas |
| -------------------------- | ------------ | ---------------------------- |
| Brasil (Pro-Música Brasil) | Platina      | ±80 000                      |